# Volovec (Tatra)
Volovec (trong tiếng Slovak) hoặc Wołowiec (tiếng Ba Lan) là một ngọn núi ở dãy núi Tây Tatras ở biên giới Slovakia và Ba Lan. Nó nằm trên Sườn chính của Tây Tatras giữa núi Ostrý Roháč và núi Deravá, đứng trên ba thung lũng: Chochołowską, Roháčska và Jamnícka.
Ngọn núi nhìn về phía Tây Tatras ở Ba Lan và Roháče ở Slovakia. Janusz Chmielowski đã viết vào năm 1898: "Ngọn núi này cực kỳ thú vị (...), ở phía nam trỗi dậy dãy núi Rohacz / Roháče (...) lởm chởm, ở phía đông High Tatras giống như một hòn đảo đá khổng lồ (...) Ở phía bắc là mái vòm của Babia Góra. Ở phía tây nằm dưới Roháčske Ponds. " 

## Lịch sử
Chiều cao của ngọn núi đã được xác định vào năm 1820 và nó được sử dụng như một điểm để đo tam giác quan trọng.

## Vị trí và địa hình
Đỉnh nằm ở ngã ba của ba rặng núi:
- từ phía đông từ Jarząbczy Wierch / Hrubý Vrch và Łopata / Lopata
- từ phía nam từ Ostrý Roháč / Rohacz Ostry và Plačlivé / Rohacz Placzliwy (về phía Roháče)
- từ phía bắc từ Rákon / Rakoń và Grześ (về phía Bobrovec)

Volovec nằm trên Sườn chính của Tây Tatras giữa Ostrý Roháč và núi Deravá, gần với núi Rákoň. Bắt đầu từ Volovec, Sườn chính đóng vai trò là biên giới giữa Ba Lan và Slovakia.

## Miêu tả
Ngọn núi bao gồm đá biến chất (Alaskite và Mylonite). Hệ động vật địa phương bao gồm loài sơn dương Tatra và marmot Alps.

## Truy cập
Có hai con đường mòn đi bộ được đánh dấu dẫn đến đỉnh Volovec, đỏ và xanh. Một con đường thứ ba, màu xanh lá cây, kết nối với một màu xanh ở yên dưới núi. Tất cả các tuyến đường đều không gặp khó khăn về kỹ thuật và khi tính đến sự chênh lệch khoảng cách và độ cao tương đối lớn, đỉnh núi là một trong những đỉnh núi thú vị nhất Tây Tatras, có thể cho trẻ em tham gia. Một ngoại lệ cho điều này là cố gắng truy cập Volovec thông qua điểm yên ngựa Ostrý Roháč và Jamnícke, đây là một trong những đỉnh núi tiếp xúc nhiều nhất trên sườn núi chính của Tây Tatras.
- Đường mòn màu đỏ từ Jarząbczy Wierch / Hrubý Vrch (2:10 h)
- Con đường mòn màu xanh dương từ làng Oravice qua thung lũng Jamnícka
- Đường mòn màu xanh lá cây từ Polana Chochołowska qua Dolina Chochołowska Wyżnia, nó kết nối với đường mòn màu xanh dương ở điểm yên ngựa giữa Rákoň và Volovec (2:40h, ↓ 2:05 h)

Đi bộ đường dài bị cấm ở Tây Tatras bên phía Ba Lan và chỉ được phép tại một số khu vực nhất định ở Tây Tatras bên phía Slovakia và chỉ khi đi cùng với hướng dẫn viên núi hoặc khi có giấy phép UIAA.

## Hình ảnh

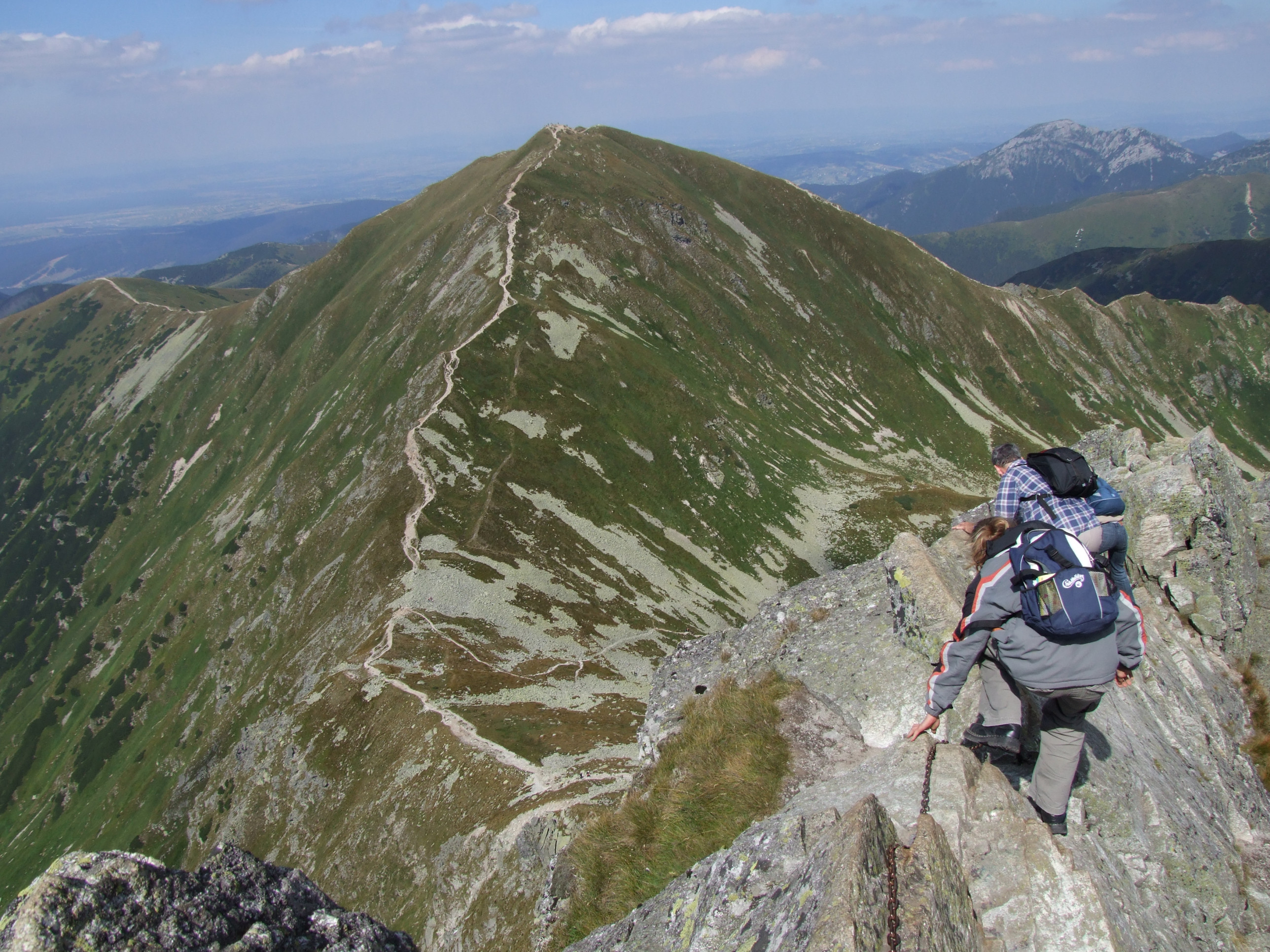
Volovec khi nhìn từ Ostrý Roháč / Rohacz Ostry
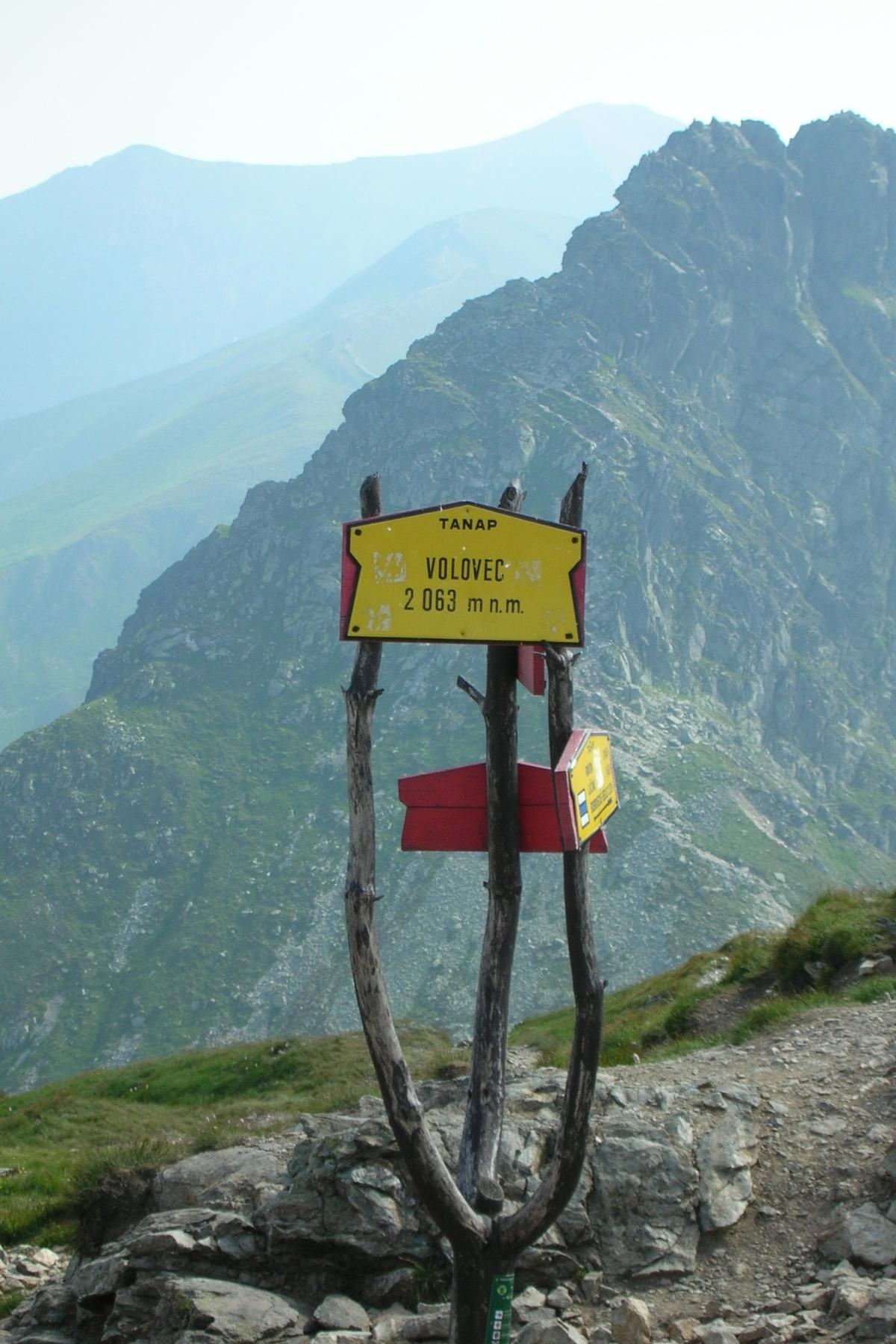
Điểm du lịch tại đỉnh núi
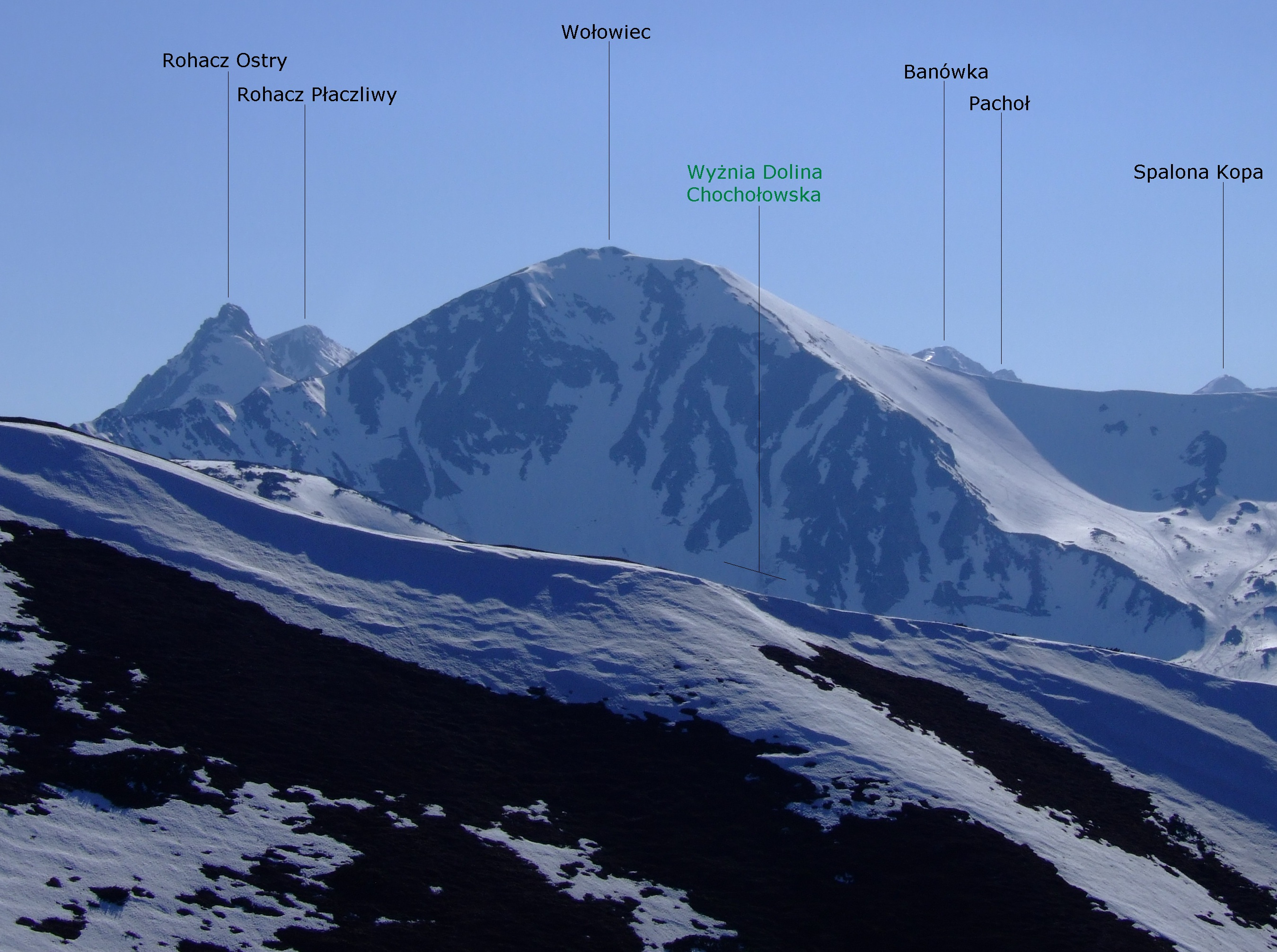
Volovec khi nhìn từ Trzydniowiańsky Wierch
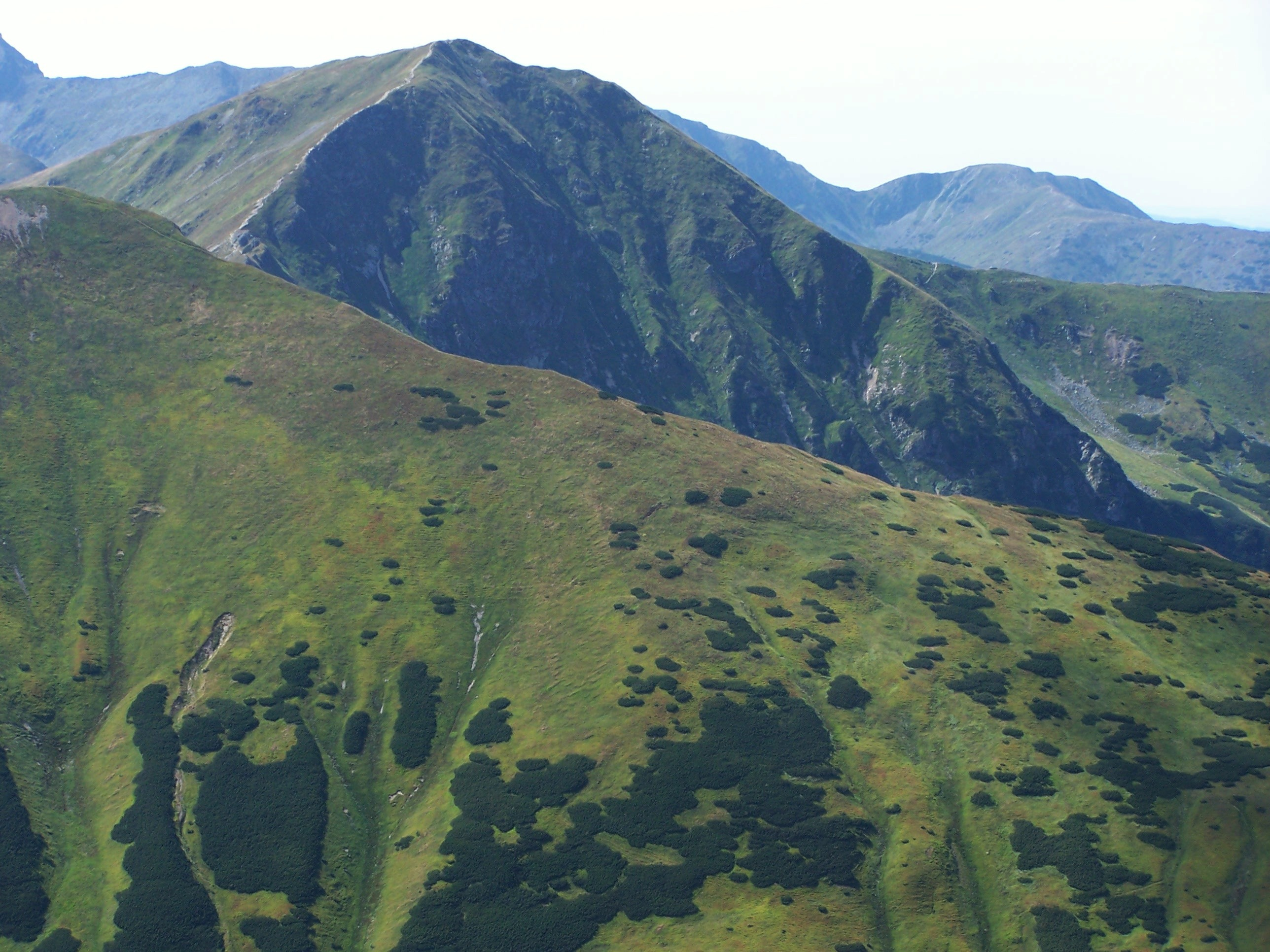
Volovec, ở phần tiền cảnh của Łopata / Lopata